# Krummer See (Pomellen)
Der Krumme See ist ein See bei Pomellen im Landkreis Vorpommern-Greifswald in Mecklenburg-Vorpommern.
Das etwa 3,1 Hektar große Gewässer befindet sich im Gemeindegebiet von Nadrensee, 600 Meter westlich vom Ortszentrum in Pomellen entfernt. Der See verfügt über keinen natürlichen Zu- oder Abfluss. Am nördlichen Ufer des Sees befinden sich die Reste eines Burgwalles. Die maximale Ausdehnung des Krummen Sees beträgt etwa 380 mal 130 Meter.